# Оже
Оже (фр. Augea) насеље је и општина у источној Француској у региону Франш-Конте, у департману Јура која припада префектури Лон ле Соније.
По подацима из 2011. године у општини је живело 291 становника, а густина насељености је износила 38,7 становника/km². Општина се простире на површини од 7,52 km². Налази се на средњој надморској висини од 244 метара (максималној 400 m, а минималној 188 m).

## Демографија
| 1962. | 1968. | 1975. | 1982. | 1990. | 1999. | 2011. |
| ----- | ----- | ----- | ----- | ----- | ----- | ----- |
| 249   | 295   | 274   | 243   | 285   | 272   | 291   |

График промене броја становника у току последњих година